# Wasmannia williamsoni
Wasmannia williamsoni  (лат.) — вид мелких муравьёв рода Wasmannia из подсемейства мирмицины.

## Распространение
Южная Америка: Аргентина.

## Описание
От близких видов отличается самыми крупными в роду размерами рабочих особей, грубой бороздчатой скульптурой головы в области лица (между усиковыми бороздками находится до 12 продольных бороздок) и очень мелкими проподеальными дыхальцами (близок к виду Wasmannia sulcaticeps, у которого ширина головы менее 0.50 мм и брюшко жёлтое, а у W. williamsoni более чем 0.54 мм и брюшко тёмное). Кроме того, Wasmannia sulcaticeps предпочитает более гумидные условия около Буэнос-Айреса и в северных провинциях (Тукуман, Salta, Jujuy), а вид Wasmannia williamsoni встречается в более аридных условиях западнее Буэнос-Айреса. 
Мелкий муравей длиной около 3 мм, коричневой окраски (брюшко чёрное). Рабочие мономорфные. Лобные кили развиты, идут назад за линию глаз, почти до затылочного края. Проподеум с парой длинных шипиков. В глазах более 10 фасеток. В жвалах 5 и менее зубчиков. Усики самок и рабочих 11-члениковые, булава из 2 члеников (усики самцов состоят из 13 сегментов, булава не развита). Нижнечелюстные щупики 3-члениковые, нижнегубные щупики состоят из 2 сегментов. Стебелёк между грудкой и брюшком состоит из двух члеников: петиолюса и постпетиолюса (последний четко отделен от брюшка), жало развито, куколки голые (без кокона).